# Kids' Choice Awards Argentina 2012
La 2ª edizione dei Kids' Choice Awards Argentina si è tenuta il 5 ottobre 2012. La cerimonia è stata presentata dall'attore Favio Posca e si è svolta allo Microestadio Malvinas Argentinas, situato nel quartiere La Paternal di Buenos Aires.
L'edizione ha visto le esibizioni degli artisti musicali: Miranda!, Rock Bones, Axel, Eme 15 e Big Time Rush.

## Premi e candidature
I vincitori sono indicati in grassetto, a seguire gli altri candidati.

### Televisione

#### Miglior attore (Mejor actor)
- Pablo Espinosa - Violetta
- Gastón Soffritti - Graduados
- Victorio D'Alessandro - Los únicos
- Andrés Mercado - Grachi

#### Migliore attrice (Mejor actriz)
- Isabella Castillo - Grachi
- Paulina Goto - Miss XV - MAPS
- Candela Vetrano - Super T - Una schiappa alla riscossa
- Violeta Urtizberea - Graduados

#### Programma preferito della televisione latino-americana (Programa favorito de TV latino)
- Grachi
- Julie - Il segreto della musica
- Miss XV - MAPS
- Violetta

#### Rivelazione televisiva (Revelación en TV)
- Martina Stoessel -Violetta
- Macarena Achaga - Miss XV - MAPS
- Chino Darín - Los únicos
- Sol Rodríguez - Grachi

#### Antagonista preferito (Villano favorito)
- Mercedes Lambre -Violetta
- María Gabriela de Faría - Grachi
- Eleazar Gómez -  Miss XV - MAPS
- Kimberly Dos Ramos - Grachi

#### Miglior cartone animato (Mejor serie animada)
- Phineas e Ferb
- SpongeBob
- Adventure Time
- Fish Hooks - Vita da pesci

#### Programma preferito della televisione internazionale (Programa favorito de TV Internacional)
- Victorious
- iCarly
- Big Time Rush
- Glee

### Cinema

#### Film preferito del cinema (Película favorita de cine)
- Harry Potter e i Doni della Morte - Parte 2
- The Twilight Saga: Breaking Dawn - Parte 1
- I Muppet
- The Avengers

#### Film d'animazione preferito (Película animada favorita)
- Madagascar 3 - Ricercati in Europa
- Il gatto con gli stivali
- I Puffi
- Alvin Superstar 3 - Si salvi chi può!

### Musica

#### Cantante o gruppo latino favorito (Cantante o grupo latino favorito)
- Axel
- Carlos Baute
- Restart
- Tan Biónica

#### Cantante internazionale favorito (Cantante o grupo Internacional favorito)
- Big Time Rush
- Katy Perry
- One Direction
- Justin Bieber

#### Canzone preferita (Canción favorita)
- What Makes You Beautiful - One Direction
- Ai se eu te pego! - Michel Teló
- Rolling in the Deep - Adele
- Ya lo sabía - Miranda!

### Miscellanea

#### Sportivo dell'anno (Deportista del año)
- Luciana Aymar
- Juan Martín del Potro
- Emanuel Ginóbili
- Sergio Agüero

#### Videogioco preferito (Videojuego favorito)
- Angry Birds Space
- Just Dance 3
- PES 2012
- Dov'è la mia acqua?